# 紅帶半線脂鯉
紅帶半線脂鯉，為半線脂鯉屬的一種。

## 分布
本魚分布於南美洲蓋亞那埃塞奎博河流域。

## 特徵
本魚桃色半透明的魚體上下兩部份，被一條明亮的金紅色細條紋分割。細條紋起始於吻部，消失於尾鰭基部。體長約3.3公分。

## 生態
本魚棲息於水草茂密的溪流中，屬雜食，以植物、蠕蟲、甲殼動物等為食，繁殖期時，喜歡酸性軟水，並且會吃自己產的卵，性情溫和，喜群游。

## 經濟利用
為高經濟價值的觀賞性魚類。